# داسو فالکون ۲۰۰۰
داسو فالکون ۲۰۰۰ (انگلیسی: Dassault Falcon 2000) یک جت تجاری فرانسوی است که توسط شرکت داسو اویاسیون روی شاسی داسو فالکون است. فالکن ۲۰۰۰ در اصل نمونه توسعه یافته داسو فالکون ۹۰۰ است.